# Pachastrissa
Pachastrissa é um gênero de esponja marinha da família Calthropellidae.

## Espécies
- Pachastrissa geodioides (Carter, 1876)
- Pachastrissa hartmeyeri Uliczka, 1929
- Pachastrissa inopinata (Pulitzer-Finali, 1983)
- Pachastrissa nux (de Laubenfels, 1954)
- Pachastrissa pathologica (Schmidt, 1868)